# Дисциплінарний ізолятор
Дисциплінарний ізолятор (ДІЗО), Штрафний ізолятор (ШІЗО) — відділення виправної установи, де розташовані камери для порушників режиму утримання. Переведений в штрафний ізолятор в'язень обмежений у правах: йому забороняються побачення, телефонні розмови, отримання посилок, передач і бандеролей, придбання будь-яких товарів, куріння, мати з собою харчові продукти та особисті речі, за винятком найнеобхідніших предметів (зубна паста, туалетний папір, мило, рушник тощо).
Вагітні жінки, жінки, які мають дітей у будинках дитини при виправних колоніях, особи з інвалідністю першої групи в дисциплінарний ізолятор не поміщаються (КВК, ст. 132, ч. 2).
Правозахисні організації (такі як Комітет ООН проти катувань) наголошують, що деякі заборони є невиправданими: «під час одиночного ув’язнення особу не повинно бути, наприклад, автоматично позбавлено права на побачення, телефонні розмови та листування або доступу до видів діяльності, що зазвичай є доступними для ув’язнених осіб (як-от матеріалів для читання)».
В тюремному жаргоні ШІЗО іноді називають «плаха» або «танк», а також «делянка», «дом сыроежки».